# 結成50周年!コント55号 笑いの祭典
『結成50周年!コント55号 笑いの祭典』（けっせい50しゅうねん コント55ごう わらいのさいてん）は、2016年11月23日にNHK BSプレミアムで21:00 - 22:30（JST）に放送された特別番組。

## 概要
本番組は1966年に結成されたコント55号の結成50周年を記念し、同コンビの魅力を再発見する。懐かしいお宝映像の紹介や幻のコントの再現、2人を尊敬するゲストと萩本欽一のトークで構成。
なお、ゲスト出演した久米宏はこれがNHK制作番組への初出演となった。

## 出演
- 萩本欽一
- 久米宏
- 関根勤
- 小堺一機
- 小倉久寛
- 劇団ひとり
- 前野朋哉
- 風間俊介

など